# 薛華
薛華（1486年—？年），字時暉，山西平阳府蒲州河津縣人，民籍。

## 生平
治《書經》，正德五年（1510年）山西鄉試第六十七名舉人，年三十八歲中式嘉靖二年（1523年）癸未科會試第一百十五名，第三甲第一百五十一名進士。官叶县知县。

## 家族
曾祖薛溥，贈刑部员外郎。祖薛禥，刑部员外郎。父薛鸞。母陳氏。具庆下。兄薛芸；弟薛芝，贡士；薛葵，中书舍人；薛艾；薛菖；薛蘭；薛芥；薛茂；薛蔓；薛莱；薛萼；薛蕃；薛芬。